# Ооржак, Валерий Окпан-оолович
ООРЖАК Валерий Окпан-оолович (род. 19.02.1954,) - экономист, камнерез, кандидат экономических наук (2001), Заслуженный работник Республики Тыва (2004), Почетный работник лесной промышленности Российской Федерации (2003), член Союза художников СССР, член Союза художников России (1980), министр промышленности Республики Тыва (1998–2007).

## Трудовая деятельность
Родился в с. Хонделен Бай-Тайгинского района Тувинской автономной области. Окончил Кызылский государственный педагогический институт (1976), Кызылский филиал Красноярского политехнического института (1980).
Трудовая деятельность
С 1980 работал в межрайонной передвижной механизированной колонне № 741 (ПМК-741) треста «Тувинсельстрой»: мастер производственного участка, прораб, старший прораб – начальник участка.
С 1982 г. – главный инженер треста «Тувинсельстрой».
В 1984–1987 гг. заместитель министра местной промышленности Тувинской АССР.
С 1991 г.– генеральный директор Тувинского  территориально-производственного объединения местной промышленностисти, директор Кызылской мебельной фабрики.
С 1996 г.– заместитель министра промышленности, энергетики, транспорта, связи и дорожного хозяйства Республики Тыва,
С 1997 г. – председатель Государственного комитета Республики Тыва по развитию промышленности,
В 1998–2007 гг. – министр промышленности Республики Тыва.
В 1985–1992 гг. – старший преподаватель кафедры промышленного и гражданского строительства Кызылского филиала Красноярского политехнического института.
С 2003 г. – старший преподаватель кафедры экономики и менеджмента ТувГУ.
С 2008 г. – декан экономического факультета ТувГУ.
С 2009 г. – проректор по экономическим вопросам ТувГУ.
С 2011 г.– проректор по финансово-хозяйственной деятельности ТувГУ.
С 2014 г.– старший научный сотрудник лаборатории региональной экономики ТувИКОПР СО РАН, заместитель директора
С 2020 г.– ведущий научный сотрудник лаборатории региональной экономики ТувИКОПР СО РАН.

## Творчество
Как камнерез-художник участвовал в республиканских, межрегиональных, всероссийских, международных художественных выставках: «Сибирь социалистическая», «Сибирь», «Анималисты России», «Современное народное искусство России», «Россия». В.О.Ооржак подвержен реалистическому направлению в малой пластике; основные темы – фигуры домашних и диких животных, этнографические и религиозные композиции: «Сарлык» (1982), «Схватка с медведем» (1986), «Шаман и женщина» (1977). Его работы пластичны и гармоничны. Ооржак создал монументальные скульптуры для сёл Республики Тыва и г. Кызыла. Произведения художника хранятся во многих художественных музеях Сибири, гг. С.-Петербург, Москва, Кызыл. Награждён медалью Республики Тыва «За доблестный труд» (2009), Серебрянной медалью ВДНХ СССР «За достигнутые успехи в народном хозяйстве» (1983).

## Основные работы
«Сарлыки» (фигурки из агальматолита)
«Серге» (фигурки из агальматолита)
«Козел» (фигурки из агальматолита)  
«Буура» (фигурки из агальматолита)
«Конь» (фигурки из агальматолита)
«Шаман и женщина» (фигурки из агальматолита)   
«Схватка с медведем» (фигурки из агальматолита)

## Награды и звания
Диплом Всесоюзной выставки «Декоративно-прикладное искусство народов СССР»
Медаль Республики Тыва «За доблестный труд» (2009),
Серебрянной медалью ВДНХ СССР «За достигнутые успехи в народном хозяйстве» (1983).
Заслуженный работник Республики Тыва (2004)
Почетный работник лесной промышленности Российской Федерации (2003)
Действительный государственный советник 1-го класса
Член Новой экономической ассоциации России (НЭА)